# Đầu tư (báo)
Đầu tư là cơ quan ngôn luận trực thuộc Bộ Tài chính phát hành số báo in đầu tiên vào ngày 27 tháng 9 năm 1991. Tờ báo đóng vai trò là một kênh thông tin chuyên sâu về các vấn đề kinh tế, đầu tư, thương mại trong nước và quốc tế.

## Lịch sử
Đầu tư được thành lập vào tháng 6 năm 1991 theo Quyết định số 445/HTĐT của Chủ nhiệm Ủy ban Nhà nước về Hợp tác và Đầu tư (SCCI), với tên gọi ban đầu là Báo Việt Nam Đầu tư Nước ngoài. Đây là kết quả của sự hợp tác giữa SCCI và một nhóm nhà báo người Úc điều hành Công ty Vietnam Investment Review (VIR) tại Hồng Kông, nhằm xuất bản một tờ báo về đầu tư nước ngoài tại Việt Nam. Hai bên ký hợp đồng hợp tác kinh doanh trong tháng 6 năm 1991, và tờ báo chính thức phát hành số đầu tiên vào ngày 27 tháng 9 năm 1991, gồm hai ấn phẩm Việt Nam Đầu tư Nước ngoài (tiếng Việt) và Vietnam Investment Review (tiếng Anh).
Đây là mô hình hợp tác báo chí có yếu tố nước ngoài đầu tiên ở Việt Nam thời kỳ đầu Đổi Mới. Sau 5 năm hoạt động, đến tháng 9 năm 1996, tên báo được đổi thành Báo Đầu tư nhân sự kiện SCCI và Ủy ban Kế hoạch Nhà nước hợp nhất thành Bộ Kế hoạch và Đầu tư. Đồng thời, báo nâng kỳ phát hành từ một lên hai số mỗi tuần. Đến tháng 5 năm 1998, phía đối tác nước ngoài rút khỏi hợp đồng, và toàn bộ quyền điều hành được chuyển giao cho phía Việt Nam. Báo tiếp tục hoạt động với nhiều ấn phẩm, gồm báo in và báo điện tử, hướng đến cung cấp thông tin về đầu tư, kinh tế và thị trường, quảng bá hình ảnh Việt Nam cho độc giả trong và ngoài nước. Trong đợt cải cách thể chế Việt Nam 2024–2025, Đầu tư cùng với Thời báo Tài chính Việt Nam và Báo Đấu thầu hợp nhất trở thành cơ quan báo chí trực thuộc Bộ Tài chính sau khi sáp nhập.

## Từ thiện
Từ năm 2007, Báo Đầu tư là đơn vị tổ chức giải golf từ thiện thường niên "Vì trẻ em Việt Nam – Swing for the Kids" nhằm gây quỹ học bổng cho học sinh, sinh viên nghèo vượt khó, qua thời gian dần mở rộng phạm vi hỗ trợ đến nhiều tỉnh thành và sửa chữa, nâng cấp các cơ sở học tập. Hoạt động từ thiện này của báo nhận được nguồn tài trợ ổn định từ các doanh nghiệp như BRG, SeABank, Vingroup... một số đơn vị trong đó kết hợp hỗ trợ đào tạo nghề và việc làm. Tính đến năm 2014, sau 7 mùa tổ chức, chương trình đã huy động được khoảng 6,4 tỷ đồng, trao hơn 10.000 học bổng tại 38 tỉnh, thành phố. Một thập kỷ sau, tổ chức tiếp tục quyên góp được tổng cộng trên 20 tỷ đồng, trao hơn 20.000 suất học bổng và đầu tư cải thiện cơ sở vật chất giáo dục tại hơn 40 tỉnh thành trên toàn quốc.
Trước đó vào năm 2011, Đầu tư cùng Quỹ Thiện Tâm đã trao tặng 10 bộ máy vi tính cho một trường tiểu học tại Nam Định. Đến năm 2013, quỹ học bổng tiếp tục hỗ trợ thêm 5 bộ máy tính cho một trường trung học phổ thông ở Hà Tĩnh. Hai năm sau, tờ báo phối hợp với doanh nghiệp trao 100 suất học bổng cùng 10 bộ máy vi tính trị giá 60 triệu đồng đến học sinh và giáo viên có hoàn cảnh khó khăn tại huyện Nam Đàn, Nghệ An. Đến năm 2017, Đầu tư cùng Quỹ Khuyến học Việt Nam triển khai trao 70 suất học bổng cho học sinh tiểu học tại Thừa Thiên Huế.

## Danh hiệu
| Quốc gia | Năm  | Giải thưởng                    | Ct.           |
| -------- | ---- | ------------------------------ | ------------- |
| Việt Nam | 2011 | Huân chương Lao động hạng Nhì  | [ 6 ]         |
| Việt Nam | 2016 | Huân chương Lao động hạng Nhất | [ 17 ] [ 18 ] |
| Việt Nam | 2016 | Hạng A Giải Báo chí Quốc gia   | [ 19 ]        |